# 韦雷
韦雷（法語：Vairé，法語發音：[vɛʁe]）是法国卢瓦尔河地区大区旺代省的一个市镇，属于莱萨布勒多洛讷区。

## 地理
韦雷（46°36'6"N, 1°45'22"W）面积28.12 平方千米，位于法国卢瓦尔河地区大区旺代省，该省份为法国西部沿海省份，北起大西洋卢瓦尔省和曼恩-卢瓦尔省，西临大西洋，南至滨海夏朗德省，东部及东南部与德塞夫勒省接壤。
与韦雷接壤的市镇（或旧市镇、城区）包括：圣于连德朗德、利勒多洛讷、朗德维埃耶、滨海布雷姆、圣马蒂兰、莱萨沙尔。
韦雷的时区为UTC+01:00、UTC+02:00（夏令时）。

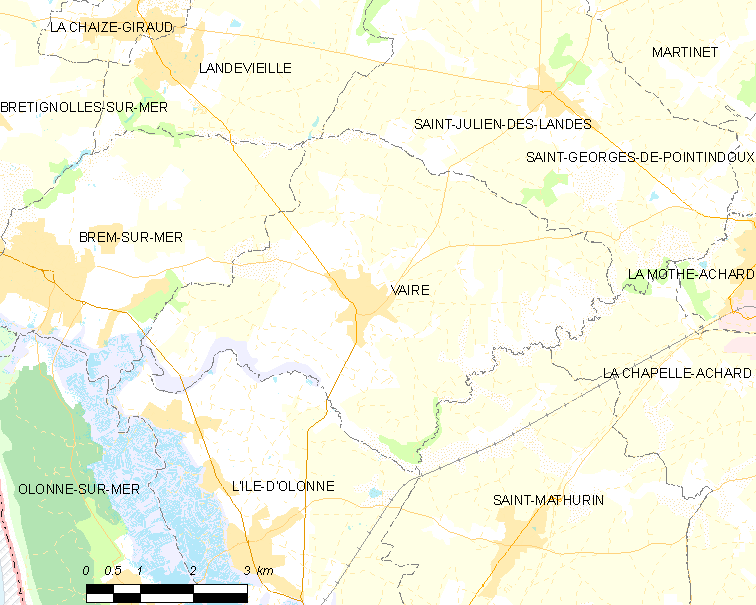
韦雷的OSM定位图

## 行政
韦雷的邮政编码为85150，INSEE市镇编码为85298。

## 政治
韦雷所属的省级选区为塔尔蒙-圣伊莱尔县。

## 人口

1962-2008年间韦雷人口变化图示

韦雷于2022年1月1日时的人口数量为1951人。